# 望月邦夫
望月 邦夫（もちづき くにお、1918年（大正7年）2月27日 - 1990年（平成2年）3月5日）は、昭和期の建設技官及び官僚、政治家。参議院議員（1期）、水資源開発公団（現水資源機構）総裁、工学博士。

## 経歴
滋賀県甲賀郡水口町（現甲賀市）で生まれる。1942年（昭和17年）京都帝国大学工学部土木工学科を卒業した。
戦後、建設省に入省し、河川局開発課長、同河川計画課長、国土総合開発審議会専門委員、建設省大臣官房技術参事官などを歴任し、1968年（昭和43年）近畿地方建設局長（現近畿地方整備局）に就任。退官後、水資源開発公団理事を務めた。
1974年（昭和49年）7月の第10回参議院議員通常選挙に滋賀県地方区から自由民主党公認で出馬して当選し、参議院議員を1期務めた。この間、参議院文教委員長、第2次大平内閣国土政務次官、全国河川総合開発促進期成同盟副会長、自民党科学技術副部会長、同治水治山海岸対策特別委員会副委員長、同下水道対策特別委員会副委員長などを務めた。所属会派は自由民主党・自由国民会議であった。その後、第12回通常選挙に立候補したが落選した。
1982年（昭和57年）5月から1986年（昭和61年）4月まで水資源開発公団総裁に在任し、その後、ダム技術センター理事長を務めた。
1990年（平成2年）3月5日死去、72歳。死没日をもって正七位から正四位に叙される。

## 栄典
- 1989年 - 勲二等旭日重光章受章[7]。
- 1990年 - 正四位

## 著作
- 小林泰との共著『コンクリートダム施工法』〈最新土木施工法講座 第8〉山海堂、1959年。